# 제1해병항공단
제1해병항공단(1st Marine Aircraft Wing (1st MAW))은 오키나와현 캠프 포스터에 본부를 두고 있는 주일 미국 해병대인 제3해병원정군의 항공전투제대이다.

## 역사
1941년 7월 7일, 버지니아주 콴티코에서 창설되었다.

### 냉전
1963년 3월 6일부터 4월 30일까지, VMF-114, VMA-542, VMF-235가 오키나와에서 핑둥 공군기지로 건너가 중화민국 공군과의 연합 훈련인 블루이글 연습에 참가하였다. 타이완에 주재하고 동안 미군 협방 타이완 사령부의 통제를 받았다.

## 조직 구조

### 지도부
- Commanding General 해병대 소장
- Assistant Wing Commander 해병대 준장
- Sergeant Major 해병대 주임원사
- Command Master Chief 해군 주임원사(CMC)
- 지휘감찰관
- 군종참모

### 산하 부대

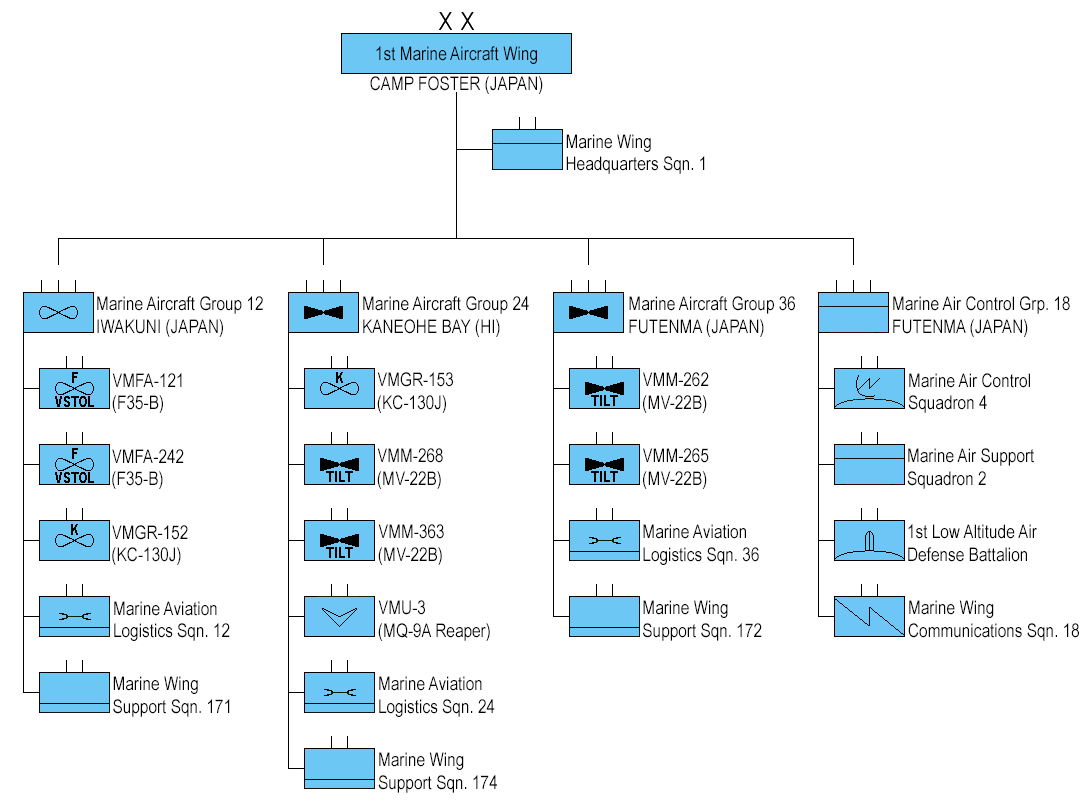
2025년 1월 제1해병항공단의전투 서열 도식

- 제1해병항공단 본부대대  (MWHS-1) - 캠프 포스터
- 가데나 해병항공단 연락대 (MWLK) - 일본 가데나 공군기지
- 제12해병항공전대 (MAG-12) - 일본 이와쿠니 해병항공기지
- 제24해병항공전대 (MAG-24) - 하와이주 가네오헤만 해병항공기지
- 제36해병항공전대 (MAG-36) - 후텐마 해병항공기지
- 제18해병항공관전대 (MACG-18) - 후텐마 해병항공기지

## 표창
| 스트리머 그림 | 스트리머 이름                          | 내역                                                             |
| ------------- | -------------------------------------- | ---------------------------------------------------------------- |
|               | 대통령 부대 표창 (해군) (+3개 동성장)  | 제2차 세계 대전 1942년, 한국 1950년 1951년, 베트남 1965년~1967년 |
|               | 대통령 부대 표창 (육군)                | 한국 1950년                                                      |
|               | 해군부대표창                           | 한국 1952년~1953년                                               |
|               | 공로부대표창                           | 200년~2002년                                                     |
|               | 아메리카 방위근무                      |                                                                  |
|               | 아시아-태평양 전역 (1개 은성장)        |                                                                  |
|               | 제2차 세계 대전 전승                   |                                                                  |
|               | 중국 근무                              |                                                                  |
|               | 한국 근무 (2개 은성장)                 |                                                                  |
|               | 국방근무 (3개 동성장)                  |                                                                  |
|               | 국군 원정                              |                                                                  |
|               | 베트남 근무 (2개 은성장 및 3개 동성장) |                                                                  |
|               | 테러와의 전쟁                          |                                                                  |
|               | 필리핀 해방                            |                                                                  |
|               | 필리핀 대통령부대표창                  | 1945년                                                           |
|               | 한국 대통령 부대 표창                  |                                                                  |
|               | 베트남 용맹십자장/Palm                 |                                                                  |
|               | 베트남 공로부대표창 민간행동           |                                                                  |